# Pelargonium carnosum
Pelargonium carnosum gehört zur Gattung Pelargonium innerhalb der Familie der Storchschnabelgewächse (Geraniaceae). Die Art wurde erstmals von Linné im Jahr 1755 als Geranium carnosum beschrieben.

## Beschreibung

### Vegetative Merkmale
Die Art wächst als sukkulenter, verzweigter Strauch mit einem dicken, unterirdischen Hypocotylbereich und erreicht Wuchshöhen von bis zu 120 Zentimeter. Die fleischigen Blätter sind doppelt gefiedert-geteilt und entlang der, häufig für einige Zeit ausdauernden Mittelrippe gefurcht.

### Generative Merkmale
Der Blütenstand ist in mehrere Teilblütenstände verzweigt. Diese tragen jeweils 2 bis 8 Einzelblüten. Die fünf verkehrt eiförmigen Kronblätter sind weiß, grünlich gelb oder rosarötlich gefärbt. Die oberen zwei Kronblätter sind leicht größer als die unteren drei und nur leicht zurückgebogen. Weiterhin sind die beiden oberen mit purpurfarbenen Markierungen versehen und an der Basis geöhrt ausgebildet. Es sind fünf fertile Staubblätter vorhanden. Der Pollen ist orange gefärbt.

## Vorkommen
Pelargonium carnosum kommt aus Namibia und aus den südafrikanischen Provinzen Nordkap, Westkap und Ostkap.

## Taxonomie
Die Erstbeschreibung als Geranium carnosum erfolgte 1755 durch Carl von Linné. Synonyme sind Geranium ferulaceum Burm.f. (1759), Pelargonium ferulaceum (Burm.f.) Willd. (1800), Pelargonium mammulosum J.C.Wendl. (1810), Otidia burmanniana Eckl. & Zeyh. (1835), Pelargonium ferulaceum var. polycephalum Harv. (1860), Pelargonium sisoniifolium Baker (1869) und Pelargonium eberlanzii R.Knuth (1933, nom. illeg., ICBN-Artikel 53.1).
Sie gehört zur Sektion Otidia (Lindl.) Harv. Sie wird in der Roten Liste der gefährdeten Pflanzenarten Südafrikas als „Least Concern“ = „nicht gefährdet“ bewertet.
Pelargonium carnosum ist eine sehr variable Art und umfasst daher möglicherweise mehr als eine Art (Pelargonium parviflorum J.C.Wendl. (1810), Pelargonium brevipetalum N.E.Br. (1909), Pelargonium polycephalum R.Knuth (1912)).

## Nachweise